# Svetinci
Svetinci este o localitate din comuna Destrnik, Slovenia, cu o populație de 154 de locuitori.